# Tabanus yulensis
Tabanus yulensis är en tvåvingeart som beskrevs av Roder 1892. Tabanus yulensis ingår i släktet Tabanus och familjen bromsar. Inga underarter finns listade i Catalogue of Life.